# Azjatycki sposób produkcji
Azjatycki sposób produkcji, azjatycki sposób gospodarowania – w ekonomii politycznej Karola Marksa szczególny przykład sposobu produkcji charakterystycznego dla wschodnich despotycznych monarchii, w których, przy istnieniu antagonizmu klasowego, środki produkcji są całkowitą własnością państwa. 
Społeczeństwa, posiadające taki ustrój produkcji, są skrajnie konserwatywne i nie podlegają regułom postępu, wyrażonego w zasadach materializmu historycznego. Marks doszukiwał się przykładów tego typu organizacji produkcji w Indiach, Egipcie, Mezopotamii, Chinach, gdzie szczególne warunki naturalne (konieczność irygacji) doprowadziły do stworzenia scentralizowanej administracji, sprawującej całkowitą kontrolę i własność nad ziemią.
Sama koncepcja pojawiła się w myśli Marksa ok. roku 1853. Została wyrażona w kilku listach i artykułach, a także później w Przyczynku do krytyki ekonomii politycznej. Azjatycki sposób produkcji stał się elementem licznych kontrowersji i sporów w teorii marksizmu. Wynikało to przede wszystkim z faktu, że przeczył on uniwersalności zasad materializmu historycznego. Z tego względu azjatycki sposób produkcji często interpretowano jako szczególną formę feudalizmu (tzw. biurokratyczny feudalizm) lub niewolnictwa. Pojawiały się też m.in. koncepcje wskazujące na mieszany niewolniczo-feudalny charakter formacji lub łączący elementy niewolnictwa, feudalizmu i pracy najemnej.